# 일렉트릭 레이디 스튜디오

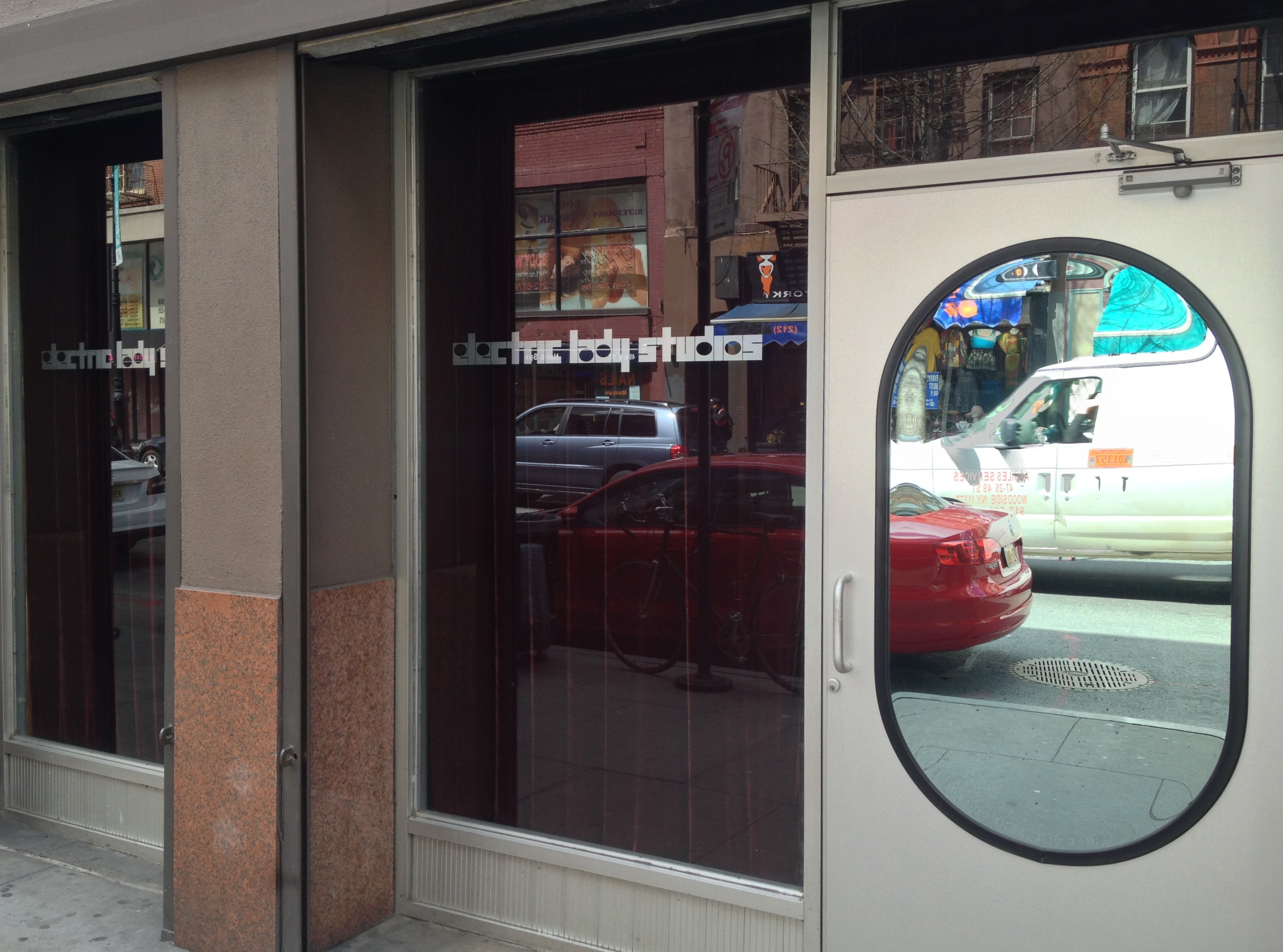

일렉트릭 레이디 스튜디오(영어: Electric Lady Studios)는 뉴욕 그리니치빌리지에 위치한 녹음실이다. 1968년 지미 헨드릭스가 의뢰하고, 1970년 건축가 존 스토리크와 오디오 엔지니어 에디 크레이머가 디자인하였다. 헨드릭스는 같은 해에 사망하면서 10주 정도 밖에 사용을 못하였으나, 레드 제플린, 스티비 원더, 데이비드 보위와 같이 1970년대 유명한 아티스트들이 일렉트릭 레이디 스튜디오에서 녹음을 진행하면서 유명해졌다.
21세기가 되면서, 일렉트릭 레이디는 솔퀘리언즈가 주로 사용하였지만, 곧 2000년대에 재정난과 혼란에 빠졌다. 하지만 투자자 키스 스톨츠와 스튜디오 매니저 리 포스터의 리노베이션으로 U2, 카니예 웨스트, 레이디 가가와 같은 인기 있는 녹음실이 되었다.